# Аддис, Уильям
Уильям Аддис (англ. William Addis) — предприниматель из Англии, который, как полагается, изобрёл первую массовую зубную щётку в 1780 году.

## Биография
Уильям Аддис родился в 1734 году в Кларкенуэлле.
В 1770 году Аддис был заключён в Ньюгейтскую тюрьму за организацию беспорядков в Спиталфилдсе. Находясь там и наблюдая за использованием метлы для подметания пола, он решил, что распространённый в то время метод чистки зубов — измельчённая ракушка, сажа или тряпка — был неэффективен. Чтобы улучшить метод чистки зубов, Уильям Аддис сохранил небольшую кость животного, оставшуюся от еды, которую он ел прошлой ночью, и просверлил в ней небольшие отверстия. Затем он получил несколько щетинок от одного из своих охранников, связал их пучками, пропустил через отверстия в кости и, в конце-концов, запечатал клеем.
После освобождения из тюрьмы Аддис начал бизнес по производству зубных щёток, которые он изобрёл, и вскоре очень разбогател. В 1808 году Уильям Аддис умер и оставил бизнес своему старшему сыну, которого также звали Уильям. Бизнес оставался в семейной собственности до 1996 года. В настоящее время британская компания под названием Wisdom Toothbrushes производит 70 миллионов зубных щёток в год.
К 1840 году зубные щётки массово производились в Англии, Франции, Германии и Японии.
В музее Хартфорда (англ. Hertford Museum) хранится около 5000 зубных щёток, которые составляют часть коллекции Аддис-Абебы. До 1996 года фабрика в Аддис-Абебе на Уэр-роуд (англ. Ware Road) являлась крупным производителем зубных щёток. После закрытия фабрики в музее Хартфорда были опубликованы фотографии и документы, относящиеся к архиву, а также устные истории бывших сотрудников.